# Melatoninski receptor 1A
Melatoninski receptor tip 1A je protein koji je kod ljudi kodiran MTNR1A genom.
MT1 protein je jedan od dva receptora sa visokim afinitetom za melatonin, koji je primarni hormon epifize. Ovaj receptor je G protein spregnuti 7-transmembranski receptor koji je odgovoran za dejstvo melatonina na sisarski cirkadijanski ritam i reproduktivne promene na koje utiče dužina dana. Ovaj receptor je integralni membranski protein koji je lociran u dva specifična moždana regiona. Hipotalamusno suprahiazmatično jedro učestvuju u cirkadijanskom ritmu, dok je hipofizni pars tuberalis odgovoran za reproduktivne efekte melatonina.

## Literatura
- Brzezinski A; Brzezinski, Amnon (1997). „Melatonin in humans”. N. Engl. J. Med. 336 (3): 186—95. PMID 8988899. doi:10.1056/NEJM199701163360306.
- Khan AU, Olson DL (1975). „Physical therapy and exercise-induced bronchospasm”. Physical therapy. 55 (8): 878—81. PMID 1144527.
- Reppert SM, Weaver DR, Ebisawa T (1994). „Cloning and characterization of a mammalian melatonin receptor that mediates reproductive and circadian responses”. Neuron. 13 (5): 1177—85. PMID 7946354. doi:10.1016/0896-6273(94)90055-8.
- Witt-Enderby PA, Dubocovich ML (1996). „Characterization and regulation of the human ML1A melatonin receptor stably expressed in Chinese hamster ovary cells”. Mol. Pharmacol. 50 (1): 166—74. PMID 8700109.
- Witt-Enderby PA, Masana MI, Dubocovich ML (1998). „Physiological exposure to melatonin supersensitizes the cyclic adenosine 3',5'-monophosphate-dependent signal transduction cascade in Chinese hamster ovary cells expressing the human mt1 melatonin receptor”. Endocrinology. 139 (7): 3064—71. PMID 9645677. doi:10.1210/en.139.7.3064.
- Ebisawa T; Kajimura N; Uchiyama M;  . (1999). „Alleic variants of human melatonin 1a receptor: function and prevalence in subjects with circadian rhythm sleep disorders”. Biochem. Biophys. Res. Commun. 262 (3): 832—7. PMID 10471411. doi:10.1006/bbrc.1999.1308.
- Brydon L; Roka F; Petit L;  . (2000). „Dual signaling of human Mel1a melatonin receptors via G(i2), G(i3), and G(q/11) proteins”. Mol. Endocrinol. 13 (12): 2025—38. PMID 10598579. doi:10.1210/me.13.12.2025.
- Niles LP; Wang J; Shen L;  . (2000). „Melatonin receptor mRNA expression in human granulosa cells”. Mol. Cell. Endocrinol. 156 (1–2): 107—10. PMID 10612428. doi:10.1016/S0303-7207(99)00135-5.
- Song CK, Bartness TJ (2001). „CNS sympathetic outflow neurons to white fat that express MEL receptors may mediate seasonal adiposity”. Am. J. Physiol. Regul. Integr. Comp. Physiol. 281 (2): R666—72. PMID 11448873.
- Roy D; Angelini NL; Fujieda H;  . (2001). „Cyclical regulation of GnRH gene expression in GT1-7 GnRH-secreting neurons by melatonin”. Endocrinology. 142 (11): 4711—20. PMID 11606436. doi:10.1210/en.142.11.4711.
- Savaskan E; Olivieri G; Meier F;  . (2002). „Increased melatonin 1a-receptor immunoreactivity in the hippocampus of Alzheimer's disease patients”. J. Pineal Res. 32 (1): 59—62. PMID 11841602. doi:10.1034/j.1600-079x.2002.00841.x.
- Savaskan E; Wirz-Justice A; Olivieri G;  . (2002). „Distribution of melatonin MT1 receptor immunoreactivity in human retina”. J. Histochem. Cytochem. 50 (4): 519—26. PMID 11897804.
- Ayoub MA; Couturier C; Lucas-Meunier E;  . (2002). „Monitoring of ligand-independent dimerization and ligand-induced conformational changes of melatonin receptors in living cells by bioluminescence resonance energy transfer”. J. Biol. Chem. 277 (24): 21522—8. PMID 11940583. doi:10.1074/jbc.M200729200.
- Yuan L; Collins AR; Dai J;  . (2003). „MT(1) melatonin receptor overexpression enhances the growth suppressive effect of melatonin in human breast cancer cells”. Mol. Cell. Endocrinol. 192 (1–2): 147—56. PMID 12088876. doi:10.1016/S0303-7207(02)00029-1.
- Strausberg RL; Feingold EA; Grouse LH;  . (2003). „Generation and initial analysis of more than 15,000 full-length human and mouse cDNA sequences”. Proc. Natl. Acad. Sci. U.S.A. 99 (26): 16899—903. PMC 139241 . PMID 12477932. doi:10.1073/pnas.242603899.
- Slominski A; Pisarchik A; Zbytek B;  . (2003). „Functional activity of serotoninergic and melatoninergic systems expressed in the skin”. J. Cell. Physiol. 196 (1): 144—53. PMID 12767050. doi:10.1002/jcp.10287.
- Morcuende JA; Minhas R; Dolan L;  . (2004). „Allelic variants of human melatonin 1A receptor in patients with familial adolescent idiopathic scoliosis”. Spine. 28 (17): 2025—8; discussion 2029. PMID 12973153. doi:10.1097/01.BRS.0000083235.74593.49.
- Aust S; Thalhammer T; Humpeler S;  . (2004). „The melatonin receptor subtype MT1 is expressed in human gallbladder epithelia”. J. Pineal Res. 36 (1): 43—8. PMID 14675129. doi:10.1046/j.1600-079X.2003.00095.x.

## Spoljašnje veze
- „Melatonin Receptors: MT1”. IUPHAR Database of Receptors and Ion Channels. International Union of Basic and Clinical Pharmacology. Архивирано из оригинала 03. 03. 2016. г.